# Föreningen för konsthistoria
Föreningen för konsthistoria (finska: Taidehistorian Seura) är en finländsk konsthistorisk förening.
Föreningen för konsthistoria har sedan 1973 arbetat i Helsingfors och är den enda vetenskapliga föreningen i Finland som fokuserar enbart på konsthistoria och konstforskning. Viktigast härvidlag är publikationsserien Taidehistoriallisia tutkimuksia–Konsthistoriska studier, varav hittills publicerats 27 volymer, flera av dem festskrifter.